# Oiana Blanco
Oiana Blanco Echevarría (* 13. Mai 1983 in Orio) ist eine ehemalige spanische Judoka. Sie war Weltmeisterschaftszweite 2009 und Europameisterschaftsdritte 2010.

## Sportliche Karriere
Die 1,54 m große Oiana Blanco kämpfte im Superleichtgewicht, der Gewichtsklasse bis 48 Kilogramm. Sie gewann den spanischen Meistertitel 2004, 2006 und 2009.
2006 erreichte Blanco den zweiten Platz bei den Weltmeisterschaften der Studierenden. Bei den Europameisterschaften 2009 in Tiflis unterlag sie im Halbfinale der Französin Frédérique Jossinet und verlor anschließend den Kampf um Bronze gegen die Deutsche Michaela Baschin. Vier Monate später trafen Blanco und Jossinet im Viertelfinale der Weltmeisterschaften in Rotterdam erneut aufeinander und diesmal gewann die Spanierin. Im Halbfinale bezwang Blanco die Südkoreanerin Chung Jung-yeon, im Finale unterlag sie dann der Japanerin Tomoko Fukumi.
Bei den Europameisterschaften 2010 in Wien unterlag Oiana Blanco im Halbfinale der Rumänin Alina Dumitru, den Kampf um Bronze gewann sie gegen die Italienerin Valentina Moscatt. Bei den Weltmeisterschaften 2010 traf sie bereits in ihrem Auftaktkampf auf Tomoko Fukumi und schied aus. 2011 belegte Blanco nach Niederlagen gegen die Ungarin Éva Csernoviczki im Viertelfinale und gegen die Französin Laëtitia Payet im Kampf um Bronze den fünften Platz bei den Europameisterschaften in Istanbul. Bei den Weltmeisterschaften 2011 schied sie im Sechzehntelfinale gegen die Brasilianerin Sarah Menezes aus. 2012 trat Oiana Blanco noch bei zwei internationalen Meisterschaften an. In Tscheljabinsk unterlag sie in ihrem Auftaktkampf bei den Europameisterschaften gegen die Portugiesin Ana Hormigo. Drei Monate später schied sie bei den Olympischen Spielen in London nach 32 Sekunden gegen Tomoko Fukumi aus.